# 交换式多兆位数据服务
交换式多兆位数据服务（英語：Switched Multi-megabit Data Service，缩写SMDS）是一项1990年代早期用于连接LAN、MAN和WAN以交换数据的无连接服务。在欧洲，该服务被称为无连接宽带数据服务（英語：Connectionless Broadband Data Service，缩写CBDS）。:510
SMDS规范由Bellcore制定，其基于IEEE 802.6 城域网（MAN）标准，由Bellcore实现，并使用小区中继传输，分布式队列双总线第二层交换仲裁器，以及标准的同步光网络（SONET）或G.703作为接入接口。
它是一种提供1.544 Mbit/s（T1或DS1）至45 Mbit/s（T3或DS3）速率数据传输的交换服务。SMDS由Bellcore开发为一个临时服务，直到Asynchronous Transfer Mode成熟。:510SMDS值得注意的是，它首先引入了53字节的单元和单元切换方法，以及将53字节单元插入G.703和SONET的方法。:214在1990年代中期，SMDS被取代，主要的继任者是帧中继（Frame Relay）。